# Día de la victoria en Corea del Norte
El Día de la Victoria en la Gran Guerra Patriótica de Liberación es una fiesta nacional de Corea del Norte que se celebra el día 27 de julio para conmemorar el final de la Guerra de Corea, guerra que tuvo lugar entre los años 1950 y 1953.
En este día se celebran ceremonias en la capital norcoreana Pyongyang, y en el Memorial de la Gran Guerra Patriótica de Liberación.
El conflicto bélico enfrentó la República de Corea (Corea del Sur), con el apoyo de los Estados Unidos y de la ONU, contra la República Popular de Corea del Norte, que fue apoyada por la República Popular de la China, con la ayuda de la Unión Soviética. La guerra fue el resultado de la división de la península de Corea por un acuerdo de los victoriosos Aliados de la Segunda Guerra Mundial, después de la conclusión de la Guerra del Pacífico.